# میشل گتینگ
میشل سوفی گتینگ (به انگلیسی: Michelle Gatting؛ زادهٔ ۳۱ دسامبر ۱۹۹۳ در آرهوس) یک راننده مسابقات اتومبیلرانی اهل دانمارک است.  او در حال حاضر در مسابقات اروپایی لمانز شرکت می کند.

## سابقه حضور در مسابقات

### حضور در لمانز ۲۴ ساعته
| سال  | تیم         | هم تیمی                | خودرو                      | کلاس            | دور | رده کلی | رده کلاس |
| ---- | ----------- | ---------------------- | -------------------------- | --------------- | --- | ------- | -------- |
| ۲۰۱۹ | کسل ریسینگ  | راحل فری مانوئلا گستنر | فراری ۴۸۸ جی تی ای         | جی تی ای آماتور | ۳۳۰ | ۳۹ ام   | نهم      |
| ۲۰۲۰ | آیرون لینکس | راحل فری مانوئلا گستنر | فراری ۴۸۸ جی تی ای         | جی تی ای آماتور | ۳۳۲ | ۳۴ ام   | نهم      |
| ۲۰۲۱ | آیرون لینکس | راحل فری سارا بووی     | فراری ۴۸۸ جی تی ای         | جی تی ای آماتور | ۳۳۲ | ۳۶ ام   | نهم      |
| ۲۰۲۲ | آیرون لینکس | راحل فری سارا بووی     | فراری ۴۸۸ جی تی ای         | جی تی ای آماتور | ۳۳۹ | ۴۰ ام   | هفتم     |
| ۲۰۲۳ | آیرون لینکس | سارا بووی راحل فری     | پورشه ۹۱۱ ار اس ار         | جی تی ای آماتور | ۳۱۲ | ۳۰ ام   | چهارم    |
| ۲۰۲۴ | آیرون لینکس | سارا بووی راحل فری     | لامبورگینی هوراکان جی تی ۳ | لمانز جی تی ای  | ۲۷۹ | ۳۲ ام   | پنجم     |